# Torneo Apertura 2013 (México)
El Torneo Apertura 2013 fue la edición XC del campeonato de liga de la Primera División del fútbol mexicano; se trató del 35º torneo corto, luego del cambio en el formato de competencia, con el que se abrió la temporada 2013-14. En el que León se consagró Campeón al vencer al América 5-1 en el global y así llegar a su 6.º título de liga. El partido de ida en la final, fue el primer duelo de la serie definitiva en la historia, que no fue transmitida en televisión abierta; en su lugar, fue presentada en plataforma múltiple a través de la televisión restringida (con Fox Sports), televisión por satélite (por medio de Viva Sports), en Internet (a través de UnoTV y una cuenta en You Tube) e incluso en el cine (en el complejo cinematográfico Cinépolis). Al final del torneo regular, los equipos de Santos, León y Morelia quedaron definidos como los equipos que clasificaron a la Copa Libertadores 2014 como México 1, México 2 y México 3, respectivamente.
Aunque el equipo La Piedad ganó la Final de Ascenso, el equipo solicitó un cambio de sede a la Femexfut a la ciudad de Veracruz, convirtiéndose en Tiburones Rojos de Veracruz.

## Sistema de competición
El torneo de la Liga Bancomer MX, está conformado en dos partes:
- Fase de calificación: Se integra por las 17 jornadas del torneo.
- Fase final: Se integra por los partidos de cuartos de final, semifinal y final.

### Fase de calificación
En la fase de calificación se observará el sistema de puntos. La ubicación en la tabla general está sujeta a lo siguiente:
- Por juego ganado se obtendrán tres puntos.
- Por juego empatado se obtendrá un punto.
- Por juego perdido no se otorgan puntos.

En esta fase participan los 18 clubes de la Liga Bancomer MX jugando en cada torneo todos contra todos durante las 17 jornadas respectivas, a un solo partido.
El orden de los clubes al final de la fase de Calificación del Torneo corresponderá a la suma de los puntos obtenidos por cada uno de ellos y se presentará en forma descendente. Si al finalizar las 17 jornadas del Torneo, dos o más clubes estuviesen empatados en puntos, su posición en la Tabla general será determinada atendiendo a los siguientes criterios de desempate:
1. Mejor diferencia entre los goles anotados y recibidos.
2. Mayor número de goles anotados.
3. Marcadores particulares entre los Clubes empatados.
4. Mayor número de goles anotados como visitante.
5. Mejor ubicado en la Tabla general de cociente
6. Tabla Fair Play
7. Sorteo.

Para determinar los lugares que ocuparán los clubes que participen en la fase final del torneo se tomará como base la Tabla general de clasificación.
Participan automáticamente por el título de Campeón de la Liga Bancomer MX los 8 primeros clubes de la Tabla general de clasificación al término de las 17 jornadas.

### Fase final
Los ocho clubes calificados para esta fase del torneo serán reubicados de acuerdo con el lugar que ocupen en la Tabla general al término de la jornada 17, con el puesto del número uno al club mejor clasificado, y así hasta el # 8. Los partidos a esta Fase se desarrollarán a visita, en las siguientes etapas:
- Cuartos de final
- Semifinales
- Final

Los clubes vencedores en los partidos de cuartos de final y semifinal serán aquellos que en los dos juegos anoten el mayor número de goles. De existir empate en el número de goles anotados, la posición se definirá a favor del club con mayor cantidad de goles a favor cuando actúe como visitante.
Si una vez aplicado el criterio anterior los clubes siguieran empatados, se observará la posición de los clubes en la tabla general de clasificación.
Los partidos correspondientes a la Fase final se jugarán obligatoriamente los días miércoles y sábado, y jueves y domingo eligiendo, en su caso, exclusivamente en forma descendente, los cuatro Clubes mejor clasificados en la Tabla general al término de la jornada 17, el día y horario de su partido como local. Los siguientes cuatro Clubes podrán elegir únicamente el horario.
El Club vencedor de la Final y por lo tanto Campeón, será aquel que en los dos partidos anote el mayor número de goles. Si al término del tiempo reglamentario el partido está empatado, se agregarán dos tiempos extras de 15 minutos cada uno. De persistir el empate en estos periodos, se procederá a lanzar tiros penales hasta que resulte un vencedor.
Los partidos de Cuartos de final se jugarán de la siguiente manera:
1.º vs 8.º

2.º vs 7.º

3.º vs 6.º

4.º vs 5.º
En las semifinales participarán los cuatro clubes vencedores de cuartos de final, reubicándolos del uno al cuatro, de acuerdo a su mejor posición en la Tabla general de clasificación al término de la jornada 17 del torneo correspondiente, enfrentándose:
1.º vs 4.º

2.º vs 3.º
Disputarán el título de Campeón del Torneo de Apertura 2013 los dos clubes vencedores de la fase semifinal correspondiente, reubicándolos del uno al dos, de acuerdo a su mejor posición en la Tabla general de clasificación al término de la jornada 17 de cada torneo.

## Uniformes Arbitrales del Apertura 2013
El 4 de junio la Federación Mexicana de Fútbol presentó los uniformes de los árbitros para el Apertura 2013.
El 4 de octubre se presentó un uniforme rosa para la campaña en contra del cáncer de mama que fue utilizado en todos los partidos oficiales durante el mes de octubre.
| Uniforme Arbitral Azul | Uniforme Arbitral Negro | Uniforme Arbitral Verde | Uniforme Arbitral Gris | Uniforme Arbitral Rosa |

## Equipos por Entidad Federativa
Para esta temporada 2013-14, la entidad federativa de la República Mexicana con más equipos profesionales en la Primera División es el Distrito Federal con tres equipos. Para este torneo, hubo cuatro cambios:
- El equipo Jaguares se traslada al Estado de Querétaro; gracias a la compra de la franquicia por parte de los propietarios de Querétaro, el equipo evitará el descenso.[2] La franquicia con el porcentaje de Querétaro es oficialmente eliminada.

- El equipo San Luis se traslada al Estado de Chiapas a petición del gobernador del mismo estado, donde se convertirá en Chiapas Fútbol Club, debido a que en ese momento no pudo adquirir la razón social del equipo antecesor, por ser dos franquicias diferentes.[3] Sin embargo en el Régimen de Transferencias, confirmaron que serían autorizados para utilizar el mote y el logotipo de Jaguares.[4] La franquicia de San Luis, es oficialmente eliminada.

- El campeón de la Final de Ascenso, Reboceros de La Piedad, se trasladó al Estado de Veracruz y se convirtió en Tiburones Rojos de Veracruz; toda vez que no consiguió un estadio con capacidad suficiente para albergar más de 20 mil personas, incluyendo el argumento de la seguridad.[3][5]

| Santos Pachuca Monterrey Tigres Morelia Atlas Guadalajara Chiapas Tijuana Puebla Toluca América Cruz Azul UNAM Atlante León Veracruz Querétaro |

| Entidad Federativa | N.º | Equipos                   |
| ------------------ | --- | ------------------------- |
| Distrito Federal   | 3   | América, Cruz Azul y UNAM |
| Jalisco            | 2   | Atlas y Guadalajara       |
| Nuevo León         | 2   | Monterrey y Tigres        |
| Baja California    | 1   | Tijuana                   |
| Chiapas            | 1   | Chiapas                   |
| Coahuila           | 1   | Santos                    |
| Estado de México   | 1   | Toluca                    |
| Guanajuato         | 1   | León                      |
| Hidalgo            | 1   | Pachuca                   |
| Michoacán          | 1   | Morelia                   |
| Puebla             | 1   | Puebla                    |
| Querétaro          | 1   | Querétaro                 |
| Quintana Roo       | 1   | Atlante                   |
| Veracruz           | 1   | Veracruz                  |

## Información de los equipos
| Equipo      | Entrenador                            | Estadio                      | Ciudad                    | Patrocinador          | Kit          |
| ----------- | ------------------------------------- | ---------------------------- | ------------------------- | --------------------- | ------------ |
| América     | Miguel Herrera Álvaro Galindo (15-17) | Azteca                       | México, D. F.             | Bimbo                 | Nike         |
| Atlante     | Rubén Israel                          | Olímpico Andrés Quintana Roo | Cancún, Quintana Roo      | Cancún                | Kappa        |
| Atlas       | José Luis Mata                        | Jalisco                      | Guadalajara, Jalisco      | Casas Javer           | Nike         |
| Chiapas     | Sergio Bueno                          | Víctor Manuel Reyna          | Tuxtla Gutiérrez, Chiapas | Soriana               | Pirma        |
| Cruz Azul   | Guillermo Vázquez                     | Azul                         | México, D. F.             | Cemento Cruz Azul     | Umbro        |
| Guadalajara | Juan Carlos Ortega Orozco             | Omnilife                     | Guadalajara, Jalisco      | Bimbo                 | Adidas       |
| León        | Gustavo Matosas                       | León                         | León, Guanajuato          | Caja Popular Mexicana | Pirma        |
| Monterrey   | José Guadalupe Cruz                   | Tecnológico                  | Monterrey, Nuevo León     | Bimbo                 | Nike         |
| Morelia     | Carlos Bustos                         | Morelos                      | Morelia, Michoacán        | Bridgestone           | Joma         |
| Pachuca     | Enrique Meza                          | Hidalgo                      | Pachuca, Hidalgo          | Cementos Fortaleza    | Nike         |
| Puebla      | Rubén Omar Romano                     | Cuauhtémoc                   | Puebla, Puebla            | Coca-Cola             | Pirma        |
| Querétaro   | Ignacio Ambriz                        | Corregidora                  | Querétaro, Querétaro      | Libertad              | Pirma        |
| Santos      | Pedro Caixinha                        | Corona                       | Torreón, Coahuila         | Soriana               | Puma         |
| Tigres      | Ricardo Ferretti                      | Universitario                | Monterrey, Nuevo León     | Cemex                 | Adidas       |
| Tijuana     | Jorge Almirón                         | Caliente                     | Tijuana, Baja California  | Caliente              | Nike         |
| Toluca      | José Saturnino Cardozo                | Nemesio Díez                 | Toluca, México            | Banamex               | Under Armour |
| UNAM        | José Luis Trejo                       | Olímpico Universitario       | México, D. F.             | Banamex               | Puma         |
| Veracruz    | Juan Antonio Luna                     | Luis "Pirata" Fuente         | Veracruz, Veracruz        | Winpot Casino         | Kappa        |

### Ascenso y descenso
| Pos  | Equipos descendidos de la Liga Bancomer MX |
| ---- | --- |
| 8.º  | Querétaro |
| Nota | - La franquicia de Jaguares de Chiapas cambió su nombre a Querétaro Fútbol Club y trasladó a Querétaro. - San Luis FC se trasladó a Chiapas, para dar lugar a Chiapas FC. El Atlético San Luis del Ascenso MX es una franquicia distinta a la original. |

| Pos  | Equipos ascendidos del Ascenso MX                         |
| ---- | --------------------------------------------------------- |
| 13.º | La Piedad                                                 |
| Nota | - Cambió de nombre y de sede; convirtiéndose en Veracruz. |

### Cambios de entrenadores
| Equipo      | Entrenador (jornadas)                                            |
| ----------- | ---------------------------------------------------------------- |
| Puebla      | Manuel Lapuente (1-5) Rubén Omar Romano (6-17)                   |
| Guadalajara | Benjamín Galindo (1-6) Juan Carlos Ortega (7-17)                 |
| Monterrey   | Víctor Manuel Vucetich (1-7) José Guadalupe Cruz (8-17)          |
| Pachuca     | Gabriel Caballero (1-8) Enrique Meza (9-17)                      |
| Atlante     | Wilson Graniolatti (1-8) Andrés Carevic (9) Rubén Israel (10-17) |
| UNAM        | Juan Antonio Torres Servín (1-8) José Luis Trejo (9-17)          |
| Atlas       | Omar Asad (1-13) José Luis Mata (14-17)                          |
| América     | Miguel Herrera (1-14) Álvaro Galindo (15-17)                     |

- Nota: Miguel Herrera estuvo fuera las Jornadas 15,16, y 17 por motivo de la Selección de México que jugó el Repechaje clasificatorio ante Nueva Zelanda, para la Copa del Mundo. Volvió para la liguilla.

## Estadios
|                                                                          |                                                                            |                                                                                       |  |
|                                                                          |                                                                            |                                                                                       |  |
| Estadio Azteca Ciudad: México Capacidad: 103 000 Club: América           | Estadio Olímpico Universitario Ciudad: México Capacidad: 63.186 Club: UNAM | Estadio Jalisco Ciudad: Guadalajara Capacidad: 56.713 Club: Atlas                     |  |
|                                                                          |                                                                            |                                                                                       |  |
| Estadio Omnilife Ciudad: Guadalajara Capacidad: 49,850 Club: Guadalajara | Estadio Cuauhtémoc Ciudad: Puebla Capacidad: 42.648 Club: Puebla           | Estadio Universitario Ciudad: Monterrey Capacidad: 42.000 Club: Tigres                |  |
|                                                                          |                                                                            |                                                                                       |  |
| Estadio Morelos Ciudad: Morelia Capacidad: 41.056 Club: Monarcas Morelia | Estadio Corregidora Ciudad: Querétaro Capacidad: 38.575 Club: Querétaro    | Estadio Tecnológico Ciudad: Monterrey Capacidad: 36.485 Club: Monterrey               |  |
|                                                                          |                                                                            |                                                                                       |  |
| Estadio Azul Ciudad: Ciudad de México Capacidad: 35.161 Club: Cruz Azul  | Estadio León Ciudad: León Capacidad: 33.943 Club: León                     | Estadio Víctor Manuel Reyna Ciudad: Tuxtla Gutiérrez Capacidad: 30.222 Club: Jaguares |  |
|                                                                          |                                                                            |                                                                                       |  |
| Estadio Hidalgo Ciudad: Pachuca Capacidad: 30,024 Club: Pachuca          | Estadio TSM Corona Ciudad: Torreón Capacidad: 30.000 Club: Santos          | Estadio Luis "Pirata" Fuente Ciudad: Veracruz Capacidad:30.000 Club: Veracruz         |  |
|                                                                          |                                                                            |                                                                                       |  |
| Estadio Nemesio Díez Ciudad: Toluca Capacidad: 27,000 Club: Toluca       | Estadio Caliente Ciudad: Tijuana Capacidad: 25,000 Club: Tijuana           | Estadio Olímpico Andrés Quintana Roo Ciudad: Cancún Capacidad: 20,000 Club: Atlante   |  |

## Torneo Regular
- Los horarios son correspondientes al Tiempo del Centro de México (UTC-6 y UTC-5 en horario de verano).[8]

| Querétaro   | 1 - 3 | Morelia   | Corregidora          | 19 de julio   | 19:30 |
| Tijuana     | 3 - 3 | Atlas     | Caliente             | 19 de julio   | 21:30 |
| Veracruz    | 2 - 2 | Chiapas   | Luis "Pirata" Fuente | 20 de julio   | 19:00 |
| Cruz Azul   | 1 - 0 | Monterrey | Azul                 | 20 de julio   | 19:00 |
| León        | 1 - 0 | Atlante   | León                 | 20 de julio   | 20:06 |
| Puebla      | 1 - 1 | UNAM      | Cuauhtémoc           | 21 de julio   | 12:00 |
| Toluca      | 0 - 1 | Pachuca   | Nemesio Díez         | 21 de julio   | 12:00 |
| Tigres      | 1 - 0 | América   | Universitario        | 29 de octubre | 20:45 |
| Guadalajara | 0 - 2 | Santos    | Omnilife             | 30 de octubre | 17:00 |

| Morelia   | 3 - 4 (enlace roto disponible en Internet Archive; véase el historial, la primera versión y la última). | Toluca      | Morelos                      | 26 de julio  | 19:30 |
| Santos    | 3 - 2 (enlace roto disponible en Internet Archive; véase el historial, la primera versión y la última). | Cruz Azul   | Corona                       | 26 de julio  | 21:30 |
| Monterrey | 1 - 1 (enlace roto disponible en Internet Archive; véase el historial, la primera versión y la última). | Puebla      | Tecnológico                  | 27 de julio  | 19:00 |
| Pachuca   | 2 - 1 (enlace roto disponible en Internet Archive; véase el historial, la primera versión y la última). | Tigres      | Hidalgo                      | 27 de julio  | 19:00 |
| Atlante   | 2 - 4                                                                                                   | Veracruz    | Olímpico Andrés Quintana Roo | 27 de julio  | 19:00 |
| Atlas     | 1 - 2 (enlace roto disponible en Internet Archive; véase el historial, la primera versión y la última). | León        | Jalisco                      | 27 de julio  | 21:00 |
| Chiapas   | 1 - 1 (enlace roto disponible en Internet Archive; véase el historial, la primera versión y la última). | Guadalajara | Víctor Manuel Reyna          | 27 de julio  | 21:00 |
| UNAM      | 0 - 3                                                                                                   | Querétaro   | Olímpico Universitario       | 28 de julio  | 12:00 |
| América   | 2 - 0                                                                                                   | Tijuana     | Azteca                       | 1 de octubre | 21:00 |

| Cruz Azul   | 1 - 1 (enlace roto disponible en Internet Archive; véase el historial, la primera versión y la última). | Chiapas   | Azul                | 30 de julio | 19:00 |
| Tijuana     | 1 - 0 (enlace roto disponible en Internet Archive; véase el historial, la primera versión y la última). | Pachuca   | Caliente            | 30 de julio | 21:30 |
| Atlante     | 1 - 1 (enlace roto disponible en Internet Archive; véase el historial, la primera versión y la última). | Atlas     | Andrés Quintana Roo | 30 de julio | 20:00 |
| Guadalajara | 0 - 2 (enlace roto disponible en Internet Archive; véase el historial, la primera versión y la última). | Veracruz  | Omnilife            | 31 de julio | 18:00 |
| Querétaro   | 3 - 3 (enlace roto disponible en Internet Archive; véase el historial, la primera versión y la última). | Monterrey | Corregidora         | 31 de julio | 20:00 |
| Puebla      | 1 - 1 (enlace roto disponible en Internet Archive; véase el historial, la primera versión y la última). | Santos    | Cuauhtémoc          | 31 de julio | 20:00 |
| Toluca      | 0 - 0 (enlace roto disponible en Internet Archive; véase el historial, la primera versión y la última). | UNAM      | Nemesio Díez        | 31 de julio | 20:00 |
| Tigres      | 1 - 2 (enlace roto disponible en Internet Archive; véase el historial, la primera versión y la última). | Morelia   | Universitario       | 31 de julio | 20:45 |
| León        | 1 - 1 (enlace roto disponible en Internet Archive; véase el historial, la primera versión y la última). | América   | León                | 31 de julio | 21:00 |

| Veracruz    | 3 - 2 (enlace roto disponible en Internet Archive; véase el historial, la primera versión y la última). | Cruz Azul | Luis "Pirata" Fuente   | 3 de agosto | 17:00 |
| América     | 3 - 0 (enlace roto disponible en Internet Archive; véase el historial, la primera versión y la última). | Atlas     | Azteca                 | 3 de agosto | 17:00 |
| Monterrey   | 1 - 1 (enlace roto disponible en Internet Archive; véase el historial, la primera versión y la última). | Toluca    | Tecnológico            | 3 de agosto | 19:00 |
| Pachuca     | 1 - 1 (enlace roto disponible en Internet Archive; véase el historial, la primera versión y la última). | León      | Hidalgo                | 3 de agosto | 19:00 |
| Morelia     | 2 - 1 (enlace roto disponible en Internet Archive; véase el historial, la primera versión y la última). | Tijuana   | Morelos                | 3 de agosto | 19:00 |
| Santos      | 2 - 0 (enlace roto disponible en Internet Archive; véase el historial, la primera versión y la última). | Querétaro | Corona                 | 3 de agosto | 19:00 |
| Chiapas     | 4 - 2 (enlace roto disponible en Internet Archive; véase el historial, la primera versión y la última). | Puebla    | Víctor Manuel Reyna    | 3 de agosto | 21:00 |
| UNAM        | 0 - 2                                                                                                   | Tigres    | Olímpico Universitario | 4 de agosto | 12:00 |
| Guadalajara | 1 - 0 (enlace roto disponible en Internet Archive; véase el historial, la primera versión y la última). | Atlante   | Omnilife               | 4 de agosto | 17:00 |

| Querétaro | 1 - 1 (enlace roto disponible en Internet Archive; véase el historial, la primera versión y la última). | Chiapas     | Corregidora                  | 9 de agosto  | 19:30 |
| Tijuana   | 2 - 0                                                                                                   | UNAM        | Caliente                     | 9 de agosto  | 21:30 |
| Cruz Azul | 3 - 1                                                                                                   | Guadalajara | Azul                         | 10 de agosto | 17:00 |
| Tigres    | 3 - 1 (enlace roto disponible en Internet Archive; véase el historial, la primera versión y la última). | Monterrey   | Universitario                | 10 de agosto | 19:00 |
| Atlante   | 2 - 4 (enlace roto disponible en Internet Archive; véase el historial, la primera versión y la última). | América     | Olímpico Andrés Quintana Roo | 10 de agosto | 19:00 |
| León      | 0 - 0 (enlace roto disponible en Internet Archive; véase el historial, la primera versión y la última). | Morelia     | León                         | 10 de agosto | 20:00 |
| Atlas     | 1 - 1 (enlace roto disponible en Internet Archive; véase el historial, la primera versión y la última). | Pachuca     | Jalisco                      | 10 de agosto | 21:00 |
| Puebla    | 0 - 0 (enlace roto disponible en Internet Archive; véase el historial, la primera versión y la última). | Veracruz    | Cuauhtémoc                   | 11 de agosto | 12:00 |
| Toluca    | 2 - 2 (enlace roto disponible en Internet Archive; véase el historial, la primera versión y la última). | Santos      | Nemesio Díez                 | 11 de agosto | 12:00 |

| Morelia     | 2 - 0 (enlace roto disponible en Internet Archive; véase el historial, la primera versión y la última). | Atlas     | Morelos                | 16 de agosto | 19:30 |
| Santos      | 3 - 0 (enlace roto disponible en Internet Archive; véase el historial, la primera versión y la última). | Tigres    | Corona                 | 16 de agosto | 21:30 |
| Veracruz    | 0 - 0 (enlace roto disponible en Internet Archive; véase el historial, la primera versión y la última). | Querétaro | Luis "Pirata" Fuente   | 17 de agosto | 17:00 |
| Cruz Azul   | 1 - 0 (enlace roto disponible en Internet Archive; véase el historial, la primera versión y la última). | Atlante   | Azul                   | 17 de agosto | 17:00 |
| Monterrey   | 2 - 1 (enlace roto disponible en Internet Archive; véase el historial, la primera versión y la última). | Tijuana   | Tecnológico            | 17 de agosto | 19:00 |
| Pachuca     | 0 - 1 (enlace roto disponible en Internet Archive; véase el historial, la primera versión y la última). | América   | Hidalgo                | 17 de agosto | 19:00 |
| Chiapas     | 0 - 4 (enlace roto disponible en Internet Archive; véase el historial, la primera versión y la última). | Toluca    | Víctor Manuel Reyna    | 17 de agosto | 21:00 |
| UNAM        | 1 - 1                                                                                                   | León      | Olímpico Universitario | 18 de agosto | 12:00 |
| Guadalajara | 2 - 4 (enlace roto disponible en Internet Archive; véase el historial, la primera versión y la última). | Puebla    | Omnilife               | 18 de agosto | 17:00 |

| Querétaro | 2 - 0 (enlace roto disponible en Internet Archive; véase el historial, la primera versión y la última). | Guadalajara | Corregidora                  | 23 de agosto | 19:30 |
| Tijuana   | 1 - 1 (enlace roto disponible en Internet Archive; véase el historial, la primera versión y la última). | Santos      | Caliente                     | 23 de agosto | 21:30 |
| América   | 3 - 1 (enlace roto disponible en Internet Archive; véase el historial, la primera versión y la última). | Morelia     | Azteca                       | 24 de agosto | 17:00 |
| Tigres    | 2 - 2 (enlace roto disponible en Internet Archive; véase el historial, la primera versión y la última). | Chiapas     | Universitario                | 24 de agosto | 19:00 |
| Atlante   | 1 - 1 (enlace roto disponible en Internet Archive; véase el historial, la primera versión y la última). | Pachuca     | Olímpico Andrés Quintana Roo | 24 de agosto | 19:00 |
| León      | 3 - 1 (enlace roto disponible en Internet Archive; véase el historial, la primera versión y la última). | Monterrey   | León                         | 24 de agosto | 20:06 |
| Atlas     | 1 - 1                                                                                                   | UNAM        | Jalisco                      | 24 de agosto | 21:00 |
| Puebla    | 1 - 2 (enlace roto disponible en Internet Archive; véase el historial, la primera versión y la última). | Cruz Azul   | Cuauhtémoc                   | 25 de agosto | 12:00 |
| Toluca    | 3 - 1 (enlace roto disponible en Internet Archive; véase el historial, la primera versión y la última). | Veracruz    | Nemesio Díez                 | 25 de agosto | 12:00 |

| Morelia     | 4 - 1 (enlace roto disponible en Internet Archive; véase el historial, la primera versión y la última). | Pachuca   | Morelos                | 30 de agosto    | 19:30 |
| Santos      | 0 - 2 (enlace roto disponible en Internet Archive; véase el historial, la primera versión y la última). | León      | TSM Corona             | 30 de agosto    | 21:30 |
| Cruz Azul   | 0 - 2 (enlace roto disponible en Internet Archive; véase el historial, la primera versión y la última). | Querétaro | 10 de diciembre        | 31 de agosto    | 16:00 |
| Veracruz    | 1 - 1 (enlace roto disponible en Internet Archive; véase el historial, la primera versión y la última). | Tigres    | Luis "Pirata" Fuente   | 31 de agosto    | 17:00 |
| Monterrey   | 0 - 0 (enlace roto disponible en Internet Archive; véase el historial, la primera versión y la última). | Atlas     | Tecnológico            | 31 de agosto    | 19:00 |
| Chiapas     | 3 - 1 (enlace roto disponible en Internet Archive; véase el historial, la primera versión y la última). | Tijuana   | Víctor Manuel Reyna    | 31 de agosto    | 21:00 |
| Puebla      | 1 - 0 (enlace roto disponible en Internet Archive; véase el historial, la primera versión y la última). | Atlante   | Cuauhtémoc             | 1 de septiembre | 12:00 |
| Guadalajara | 0 - 0 (enlace roto disponible en Internet Archive; véase el historial, la primera versión y la última). | Toluca    | Omnilife               | 1 de septiembre | 17:00 |
| UNAM        | 1 - 4                                                                                                   | América   | Olímpico Universitario | 2 de septiembre | 20:30 |

| Querétaro | 1 - 0 (enlace roto disponible en Internet Archive; véase el historial, la primera versión y la última). | Puebla      | Corregidora   | 6 de septiembre | 19:30                        |
| Tijuana   | 3 - 0 (enlace roto disponible en Internet Archive; véase el historial, la primera versión y la última). | Veracruz    | Caliente      | 6 de septiembre | 21:30                        |
| América   | 1 - 0 (enlace roto disponible en Internet Archive; véase el historial, la primera versión y la última). | Monterrey   | Azteca        | 7 de septiembre | 17:00                        |
| Tigres    | 3 - 3 (enlace roto disponible en Internet Archive; véase el historial, la primera versión y la última). | Guadalajara | Universitario | 7 de septiembre |                              |
| Pachuca   | 0 - 0 (enlace roto disponible en Internet Archive; véase el historial, la primera versión y la última). | UNAM        | Universitario | 7 de septiembre | Hidalgo                      |
| Atlante   | 2 - 2 (enlace roto disponible en Internet Archive; véase el historial, la primera versión y la última). | Morelia     | Universitario | 7 de septiembre | Olímpico Andrés Quintana Roo |
| León      | 0 - 1 (enlace roto disponible en Internet Archive; véase el historial, la primera versión y la última). | Chiapas     | León          | 7 de septiembre | 20:00                        |
| Atlas     | 2 - 2 (enlace roto disponible en Internet Archive; véase el historial, la primera versión y la última). | Santos      | Jalisco       | 7 de septiembre | 21:00                        |
| Toluca    | 1 - 2 (enlace roto disponible en Internet Archive; véase el historial, la primera versión y la última). | Cruz Azul   | Nemesio Díez  | 8 de septiembre | 12:00                        |

| Querétaro   | 1 - 0 | Atlante | Corregidora            | 13 de septiembre | 19:30 |
| Santos      | 2 - 1 | América | TSM Corona             | 13 de septiembre | 21:30 |
| Veracruz    | 0 - 1 | León    | Luis "Pirata" Fuente   | 14 de septiembre | 17:00 |
| Cruz Azul   | 0 - 1 | Tigres  | Azul                   | 14 de septiembre | 17:00 |
| Monterrey   | 1 - 0 | Pachuca | Tecnológico            | 14 de septiembre | 19:00 |
| Chiapas     | 3 - 0 | Atlas   | Víctor Manuel Reyna    | 14 de septiembre | 21:00 |
| Puebla      | 1 - 1 | Toluca  | Cuauhtémoc             | 15 de septiembre | 12:00 |
| UNAM        | 0 - 1 | Morelia | Olímpico Universitario | 15 de septiembre | 12:00 |
| Guadalajara | 2 - 2 | Tijuana | Omnilife               | 15 de septiembre | 17:00 |

| Morelia | 1 - 3 | Monterrey   | Morelos             | 20 de septiembre | 19:30 |
| Tijuana | 0 - 0 | Cruz Azul   | Caliente            | 20 de septiembre | 21:30 |
| América | 3 - 1 | Chiapas     | Azteca              | 21 de septiembre | 17:00 |
| Tigres  | 0 - 0 | Puebla      | Universitario       | 21 de septiembre | 19:00 |
| Pachuca | 1 - 1 | Santos      | Hidalgo             | 21 de septiembre | 19:00 |
| Atlante | 1 - 0 | UNAM        | Andrés Quintana Roo | 21 de septiembre | 19:00 |
| León    | 2 - 1 | Guadalajara | León                | 21 de septiembre | 20:06 |
| Atlas   | 3 - 3 | Veracruz    | Jalisco             | 21 de septiembre | 21:00 |
| Toluca  | 4 - 0 | Querétaro   | Nemesio Díez        | 22 de septiembre | 12:00 |

| Querétaro   | 2 - 2 | Tigres  | Corregidora          | 27 de septiembre | 19:30 |
| Santos      | 3 - 1 | Morelia | TSM Corona           | 27 de septiembre | 21:30 |
| Veracruz    | 0 - 1 | América | Luis "Pirata" Fuente | 28 de septiembre | 17:00 |
| Cruz Azul   | 1 - 0 | León    | Azul                 | 28 de septiembre | 17:00 |
| Monterrey   | 0 - 1 | UNAM    | Tecnológico          | 28 de septiembre | 19:00 |
| Chiapas     | 2 - 1 | Pachuca | Víctor Manuel Reyna  | 28 de septiembre | 21:00 |
| Toluca      | 7 - 1 | Atlante | Nemesio Díez         | 29 de septiembre | 12:00 |
| Puebla      | 2 - 0 | Tijuana | Cuauhtémoc           | 29 de septiembre | 12:00 |
| Guadalajara | 1 - 1 | Atlas   | Jalisco              | 29 de septiembre | 17:00 |

| Morelia | 2 - 1                                                                                                   | Chiapas     | Morelos                      | 4 de octubre | 19:30 |
| Tijuana | 1 - 0                                                                                                   | Querétaro   | Caliente                     | 4 de octubre | 21:30 |
| América | 2 - 0 (enlace roto disponible en Internet Archive; véase el historial, la primera versión y la última). | Guadalajara | Azteca                       | 5 de octubre | 17:00 |
| Tigres  | 1 - 2 (enlace roto disponible en Internet Archive; véase el historial, la primera versión y la última). | Toluca      | Universitario                | 5 de octubre | 19:00 |
| Pachuca | 1 - 1 (enlace roto disponible en Internet Archive; véase el historial, la primera versión y la última). | Veracruz    | Hidalgo                      | 5 de octubre | 19:00 |
| Atlante | 2 - 1 (enlace roto disponible en Internet Archive; véase el historial, la primera versión y la última). | Monterrey   | Olímpico Andrés Quintana Roo | 5 de octubre | 19:00 |
| León    | 3 - 1 (enlace roto disponible en Internet Archive; véase el historial, la primera versión y la última). | Puebla      | León                         | 5 de octubre | 20:06 |
| Atlas   | 1 - 2 (enlace roto disponible en Internet Archive; véase el historial, la primera versión y la última). | Cruz Azul   | Jalisco                      | 5 de octubre | 21:00 |
| UNAM    | 0 - 1                                                                                                   | Santos      | Olímpico Universitario       | 6 de octubre | 12:00 |

| Querétaro   | 2 - 0 (enlace roto disponible en Internet Archive; véase el historial, la primera versión y la última). | León      | Corregidora          | 18 de octubre | 19:30 |
| Santos      | 3 - 2 (enlace roto disponible en Internet Archive; véase el historial, la primera versión y la última). | Monterrey | TSM Corona           | 18 de octubre | 21:30 |
| Veracruz    | 1 - 0 (enlace roto disponible en Internet Archive; véase el historial, la primera versión y la última). | Morelia   | Luis "Pirata" Fuente | 19 de octubre | 17:00 |
| Cruz Azul   | 1 - 1 (enlace roto disponible en Internet Archive; véase el historial, la primera versión y la última). | América   | Azul                 | 19 de octubre | 17:00 |
| Tigres      | 3 - 1 (enlace roto disponible en Internet Archive; véase el historial, la primera versión y la última). | Atlante   | Universitario        | 19 de octubre | 19:00 |
| Chiapas     | 1 - 1 (enlace roto disponible en Internet Archive; véase el historial, la primera versión y la última). | UNAM      | Víctor Manuel Reyna  | 19 de octubre | 21:00 |
| Toluca      | 0 - 0                                                                                                   | Tijuana   | Nemesio Díez         | 20 de octubre | 12:00 |
| Puebla      | 2 - 0                                                                                                   | Atlas     | Cuauhtémoc           | 20 de octubre | 12:00 |
| Guadalajara | 1 - 3                                                                                                   | Pachuca   | Omnilife             | 20 de octubre | 17:00 |

| Morelia   | 1 - 1 | Guadalajara | Morelos                      | 25 de octubre | 19:30 |
| Tijuana   | 0 - 0 | Tigres      | Caliente                     | 25 de octubre | 21:30 |
| América   | 3 - 1 | Puebla      | Azteca                       | 26 de octubre | 17:00 |
| Pachuca   | 0 - 0 | Cruz Azul   | Hidalgo                      | 26 de octubre | 19:00 |
| Monterrey | 1 - 1 | Chiapas     | Tecnológico                  | 26 de octubre | 19:00 |
| Atlante   | 1 - 3 | Santos      | Olímpico Andrés Quintana Roo | 26 de octubre | 19:00 |
| León      | 2 - 2 | Toluca      | León                         | 26 de octubre | 20:06 |
| Atlas     | 3 - 1 | Querétaro   | Jalisco                      | 26 de octubre | 21:00 |
| UNAM      | 0 - 0 | Veracruz    | Olímpico Universitario       | 27 de octubre | 12:00 |

| Querétaro   | 0 - 0                                                                                                   | América   | Corregidora          | 1 de noviembre | 19:30 |
| Tijuana     | 4 - 1                                                                                                   | Atlante   | Caliente             | 1 de noviembre | 21:30 |
| Veracruz    | 0 - 3                                                                                                   | Monterrey | Luis "Pirata" Fuente | 2 de noviembre | 17:00 |
| Cruz Azul   | 1 - 0                                                                                                   | Morelia   | Azul                 | 2 de noviembre | 17:00 |
| Tigres      | 1 - 1                                                                                                   | León      | Universitario        | 2 de noviembre | 19:00 |
| Chiapas     | 2 - 1                                                                                                   | Santos    | Víctor Manuel Reyna  | 2 de noviembre | 21:00 |
| Toluca      | 1 - 1 (enlace roto disponible en Internet Archive; véase el historial, la primera versión y la última). | Atlas     | Nemesio Díez         | 3 de noviembre | 12:00 |
| Puebla      | 1 - 1 (enlace roto disponible en Internet Archive; véase el historial, la primera versión y la última). | Pachuca   | Cuauhtémoc           | 3 de noviembre | 12:00 |
| Guadalajara | 1 - 0 (enlace roto disponible en Internet Archive; véase el historial, la primera versión y la última). | UNAM      | Omnilife             | 3 de noviembre | 17:00 |

| Morelia   | 1 - 0 | Puebla      | Morelos                      | 8 de noviembre  | 19:30 |
| Santos    | 2 - 2 | Veracruz    | TSM Corona                   | 8 de noviembre  | 21:30 |
| América   | 1 - 1 | Toluca      | Azteca                       | 9 de noviembre  | 17:00 |
| Pachuca   | 0 - 1 | Querétaro   | Hidalgo                      | 9 de noviembre  | 19:00 |
| Monterrey | 2 - 1 | Guadalajara | Tecnológico                  | 9 de noviembre  | 19:00 |
| Atlante   | 2 - 0 | Chiapas     | Olímpico Andrés Quintana Roo | 9 de noviembre  | 19:00 |
| León      | 5 - 0 | Tijuana     | León                         | 9 de noviembre  | 20:06 |
| Atlas     | 0 - 1 | Tigres      | Jalisco                      | 9 de noviembre  | 21:00 |
| UNAM      | 2 - 2 | Cruz Azul   | Olímpico Universitario       | 10 de noviembre | 12:00 |

## Tabla general
| Pos. | Equipo           | Pts. | PJ | G  | E | P  | GF | GC | Dif. | Clasificación                                                                 |
| ---- | ---------------- | ---- | -- | -- | - | -- | -- | -- | ---- | ----------------------------------------------------------------------------- |
| 1    | América          | 37   | 17 | 11 | 4 | 2  | 31 | 12 | +19  | Cuartos de final de la liguilla                                               |
| 2    | Santos           | 33   | 17 | 9  | 6 | 2  | 32 | 20 | +12  | Cuartos de final de la liguilla y fase de grupos de la Copa Libertadores 2014 |
| 3    | León (C)         | 30   | 17 | 8  | 6 | 3  | 25 | 14 | +11  | Cuartos de final de la liguilla y fase de grupos de la Copa Libertadores 2014 |
| 4    | Cruz Azul        | 29   | 17 | 8  | 5 | 4  | 21 | 17 | +4   | Cuartos de final de la liguilla                                               |
| 5    | Toluca           | 27   | 17 | 6  | 9 | 2  | 33 | 17 | +16  | Cuartos de final de la liguilla                                               |
| 6    | Morelia          | 27   | 17 | 8  | 3 | 6  | 26 | 23 | +3   | Cuartos de final de la liguilla y primera fase de la Copa Libertadores 2014   |
| 7    | Querétaro        | 26   | 17 | 7  | 5 | 5  | 20 | 19 | +1   | Cuartos de final de la liguilla                                               |
| 8    | Tigres U. de NL. | 25   | 17 | 6  | 7 | 4  | 23 | 20 | +3   | Cuartos de final de la liguilla                                               |
| 9    | Chiapas          | 25   | 17 | 6  | 7 | 4  | 26 | 25 | +1   |                                                                               |
| 10   | Tijuana          | 21   | 17 | 5  | 6 | 6  | 20 | 23 | −3   |                                                                               |
| 11   | Monterrey        | 20   | 17 | 5  | 5 | 7  | 22 | 23 | −1   |                                                                               |
| 12   | Veracruz         | 20   | 17 | 4  | 8 | 5  | 20 | 24 | −4   |                                                                               |
| 13   | Puebla           | 19   | 17 | 4  | 7 | 6  | 19 | 21 | −2   |                                                                               |
| 14   | Pachuca          | 17   | 17 | 3  | 8 | 6  | 14 | 18 | −4   |                                                                               |
| 15   | Atlas            | 12   | 17 | 1  | 9 | 7  | 18 | 29 | −11  |                                                                               |
| 16   | Guadalajara      | 12   | 17 | 2  | 6 | 9  | 17 | 30 | −13  |                                                                               |
| 17   | Atlante          | 12   | 17 | 3  | 3 | 11 | 17 | 35 | −18  |                                                                               |
| 18   | UNAM             | 11   | 17 | 1  | 8 | 8  | 8  | 21 | −13  |                                                                               |

 Fuente: [cita requerida]

## Evolución de la clasificación
| Equipo / Jornada | 01   | 02   | 03   | 04  | 05  | 06  | 07  | 08  | 09  | 10  | 11  | 12  | 13  | 14  | 15  | 16 | 17 |
| ---------------- | ---- | ---- | ---- | --- | --- | --- | --- | --- | --- | --- | --- | --- | --- | --- | --- | -- | -- |
| América          | 13** | 16** | 15** | 8** | 6** | 4** | 1** | 1** | 1** | 2** | 1** | 1** | 1*  | 1*  | 1*  | 1  | 1  |
| Santos           | 12*  | 6*   | 6*   | 4*  | 4*  | 3*  | 6*  | 7*  | 8*  | 6*  | 6*  | 4*  | 4*  | 2*  | 2*  | 2  | 2  |
| León             | 4    | 1    | 2    | 3   | 3   | 6   | 2   | 3   | 3   | 3   | 2   | 2   | 2   | 3   | 3   | 4  | 3  |
| Cruz Azul        | 3    | 8    | 9    | 11  | 9   | 5   | 4   | 6   | 4   | 7   | 8   | 7   | 6   | 5   | 5   | 3  | 4  |
| Toluca           | 16   | 7    | 8    | 7   | 11  | 7   | 5   | 4   | 7   | 8   | 5   | 3   | 3   | 4   | 4   | 5  | 5  |
| Morelia          | 1    | 4    | 3    | 2   | 2   | 1   | 3   | 2   | 2   | 1   | 3   | 5   | 5   | 6   | 6   | 7  | 6  |
| Querétaro        | 18   | 5    | 5    | 10  | 12  | 12  | 8   | 8   | 5   | 4   | 4   | 8   | 8   | 7   | 8   | 8  | 7  |
| Tigres           | 11*  | 17*  | 18*  | 13* | 10* | 13* | 13* | 13* | 13* | 11* | 11* | 10* | 12* | 11* | 11* | 9  | 8  |
| Chiapas          | 7    | 9    | 10   | 6   | 7   | 11  | 11  | 9   | 6   | 5   | 7   | 6   | 7   | 8   | 7   | 6  | 9  |
| Tijuana          | 6    | 11*  | 7*   | 9*  | 8*  | 9*  | 10* | 12* | 10* | 10* | 10* | 12* | 9   | 12  | 12  | 10 | 10 |
| Monterrey        | 15   | 14   | 13   | 14  | 15  | 14  | 14  | 14  | 14  | 13  | 12  | 13  | 13  | 14  | 14  | 13 | 11 |
| Veracruz         | 8    | 3    | 1    | 1   | 1   | 2   | 7   | 5   | 9   | 9   | 9   | 11  | 11  | 10  | 9   | 12 | 12 |
| Puebla           | 10   | 10   | 11   | 15  | 13  | 10  | 12  | 10  | 11  | 12  | 13  | 9   | 10  | 9   | 10  | 11 | 13 |
| Pachuca          | 2    | 2    | 4    | 5   | 5   | 8   | 9   | 11  | 12  | 14  | 14  | 14  | 14  | 13  | 13  | 14 | 14 |
| Atlas            | 5    | 13   | 12   | 16  | 16  | 16  | 15  | 16  | 15  | 16  | 16  | 16  | 16  | 17  | 15  | 15 | 15 |
| Guadalajara      | 14*  | 12*  | 16*  | 12* | 14* | 15* | 16* | 16* | 16* | 15* | 15* | 15* | 17* | 18* | 17* | 16 | 16 |
| Atlante          | 17   | 18   | 17   | 18  | 18  | 18  | 18  | 18  | 18  | 18  | 17  | 18  | 15  | 16  | 18  | 18 | 17 |
| UNAM             | 9    | 15   | 14   | 17  | 17  | 17  | 17  | 17  | 17  | 17  | 18  | 17  | 18  | 15  | 16  | 17 | 18 |

* Con un partido pendiente

** Con dos partidos pendientes

## Tabla de cocientes
| Posición | Equipo      | A11 | C12 | A12 | C13 | A13 | Puntos | Juegos | Cociente |
| -------- | ----------- | --- | --- | --- | --- | --- | ------ | ------ | -------- |
| 1        | Santos      | 27  | 36  | 23  | 29  | 33  | 148    | 85     | 1.7411   |
| 2        | América     | 15  | 32  | 31  | 32  | 37  | 147    | 85     | 1.7294   |
| 3        | Morelia     | 26  | 31  | 27  | 30  | 27  | 142    | 85     | 1.6705   |
| 4        | Tigres      | 28  | 31  | 21  | 35  | 25  | 140    | 85     | 1.6470   |
| 5        | Cruz Azul   | 29  | 25  | 26  | 29  | 29  | 138    | 85     | 1.6235   |
| 6        | León        |     |     | 33  | 16  | 30  | 79     | 51     | 1.5490   |
| 7        | Tijuana     | 18  | 28  | 34  | 21  | 21  | 122    | 85     | 1.4352   |
| 8        | Monterrey   | 24  | 32  | 23  | 23  | 20  | 122    | 85     | 1.4352   |
| 9        | Toluca      | 20  | 22  | 34  | 18  | 27  | 121    | 85     | 1.4235   |
| 10       | Querétaro   | 26  | 27  | 22  | 17  | 26  | 118    | 85     | 1.3882   |
| 11       | Pachuca     | 26  | 28  | 21  | 20  | 17  | 112    | 85     | 1.3176   |
| 12       | UNAM        | 25  | 16  | 23  | 29  | 11  | 105    | 85     | 1.2352   |
| 13       | Veracruz    |     |     |     |     | 20  | 20     | 17     | 1.1764   |
| 14       | Guadalajara | 30  | 15  | 23  | 16  | 12  | 96     | 85     | 1.1294   |
| 15       | Puebla      | 22  | 19  | 13  | 19  | 19  | 92     | 85     | 1.0823   |
| 16       | Chiapas     | 24  | 12  | 15  | 16  | 25  | 92     | 85     | 1.0823   |
| 17       | Atlas       | 12  | 20  | 12  | 32  | 12  | 88     | 85     | 1.0352   |
| 18       | Atlante     | 19  | 16  | 20  | 13  | 12  | 80     | 85     | 0.9411   |

     Zona de descenso.

## Estadísticas

### Máximos goleadores
Lista con los máximos goleadores de la Liga Bancomer MX, de acuerdo con los datos oficiales de la Página oficial de la Liga Bancomer MX.
| Pos. | Jugador         | Equipo      | Goles | Goles Penal | Frecuencia |
| ---- | --------------- | ----------- | ----- | ----------- | ---------- |
| 1.º  | Pablo Velázquez | Toluca      | 12    | 2           | 88.50      |
| 2.º  | Mauro Boselli   | León        | 11    | 1           | 104.45     |
| 3.º  | Humberto Suazo  | Monterrey   | 10    | 0           | 114.60     |
| 4.º  | Oribe Peralta   | Santos L.   | 9     | 0           | 103.78     |
| 5.°  | Héctor Mancilla | M. Morelia  | 8     | 0           | 160.38     |
| 6.º  | Ángel Reyna     | Veracruz    | 8     | 2           | 163.25     |
| 7.º  | Alan Pulido     | UANL        | 7     | 0           | 178.57     |
| 8.º  | Fidel Martínez  | Tijuana     | 7     | 0           | 180.86     |
| 9.º  | Raúl Jiménez    | América     | 7     | 2           | 137.86     |
| 10.º | Rafael Márquez  | Guadalajara | 7     | 2           | 181.14     |

### Hat-Tricks o más
| Jugador           | Equipo   | Adversario | Resultado | Cantidad          | Fecha          |
| ----------------- | -------- | ---------- | --------- | ----------------- | -------------- |
| Darío Benedetto   | Tijuana  | Atlas      | 3-3       | 6' · 6' · 6'      | 19 de julio    |
| Jefferson Montero | Morelia  | Toluca     | 3-4       | 6' · 6' · 6'      | 26 de julio    |
| Ángel Reyna       | Veracruz | Atlante    | 4-2       | 6' · 6' · 6'      | 27 de julio    |
| Pablo Velázquez   | Toluca   | Chiapas    | 4-0       | 6' · 6' · 6'      | 17 de agosto   |
| Mauro Boselli     | León     | Tijuana    | 5-0       | 6' · 6' · 6' · 6' | 9 de noviembre |

### Máximos asistentes
| Pos. | Jugador                | Equipo                | Asistencias. | Minutos Jugados |
| ---- | ---------------------- | --------------------- | ------------ | --------------- |
| 1    | Sinha                  | Toluca                | 8            | 1078            |
| 2    | Carlos Darwin Quintero | Santos Laguna         | 8            | 1108            |
| 3    | Esteban Paredes        | Querétaro             | 6            | 1462            |
| 4    | Héctor Mancilla        | Monarcas Morelia      | 5            | 1283            |
| 5    | Franco Arizala         | León                  | 4            | 649             |
| 6    | Edgar Benítez          | Toluca                | 4            | 697             |
| 7    | Wilberto Cosme         | Querétaro             | 4            | 971             |
| 8    | José Cárdenas          | Monarcas Morelia      | 4            | 1125            |
| 9    | Damián Álvarez         | Tigres de la U.A.N.L. | 4            | 1135            |
| 10   | Aldo Ramírez           | Monarcas Morelia      | 4            | 1404            |

### Porteros menos goleados
| Pos. | Jugador              | Equipo      | Goles Recibidos | Partidos |
| ---- | -------------------- | ----------- | --------------- | -------- |
| 1.º  | Moisés Muñoz         | América     | 7               | 9*       |
| 2.°  | William Yarbrough    | León        | 8               | 11       |
| 3.º  | Alfredo Frausto      | Chiapas     | 6               |          |
| 4.º  | Melitón Hernández    | Veracruz    | 9               | 11       |
| 5.º  | Oscar Pérez          | Pachuca     | 10              |          |
| 6.º  | Oswaldo Sánchez      | Santos      | 10              | 10*      |
| 7.º  | Cirilo Saucedo       | Tijuana     | 10              | 10*      |
| 8.º  | José de Jesús Corona | Cruz Azul   | 11              | 11       |
| 9.º  | Enrique Palos        | Tigres      | 11              | 10*      |
| 10.º | Luis Michel          | Guadalajara | 12              | 10*      |

### Clasificación Juego Limpio
| Lugar                                | Club                                 | Tarjeta amarilla | Segunda tarjeta amarilla y expulsión · Segunda tarjeta amarilla y expulsión | Tarjeta roja directa | Puntos   |
| ------------------------------------ | ------------------------------------ | ---------------- | --------------------------------------------------------------------------- | -------------------- | -------- |
| 1                                    | Pachuca                              | 26               | 0                                                                           | 0                    | 26       |
| 2                                    | América                              | 22               | 0                                                                           | 3                    | 27       |
| 3                                    | Guadalajara                          | 28               | 0                                                                           | 0                    | 28       |
| 4                                    | Santos                               | 23               | 0                                                                           | 2                    | 29       |
| 5                                    | Toluca                               | 26               | 0                                                                           | 2                    | 32       |
| 6                                    | León                                 | 29               | 0                                                                           | 1                    | 32       |
| 7                                    | Tigres                               | 24               | 2                                                                           | 1                    | 33       |
| 8                                    | UNAM                                 | 26               | 2                                                                           | 1                    | 35       |
| 9                                    | Veracruz                             | 29               | 1                                                                           | 1                    | 35       |
| 10                                   | Monterrey                            | 27               | 0                                                                           | 3                    | 36       |
| 11                                   | Puebla                               | 35               | 0                                                                           | 1                    | 38       |
| 12                                   | Querétaro                            | 29               | 0                                                                           | 3                    | 38       |
| 13                                   | Morelia                              | 29               | 1                                                                           | 2                    | 38       |
| 14                                   | Tijuana                              | 36               | 1                                                                           | 1                    | 42       |
| 15                                   | Chiapas                              | 39               | 2                                                                           | 0                    | 45       |
| 16                                   | Cruz Azul                            | 34               | 1                                                                           | 3                    | 46       |
| 17                                   | Atlante                              | 29               | 4                                                                           | 2                    | 47       |
| 18                                   | Atlas                                | 44               | 1                                                                           | 4                    | 59       |
|                                      |                                      |                  |                                                                             |                      |          |
| Primera Tarjeta Amarilla             | Primera Tarjeta Amarilla             | 1 punto          | 1 punto                                                                     | 1 punto              | 1 punto  |
| Segunda Tarjeta Amarilla y Expulsión | Segunda Tarjeta Amarilla y Expulsión | 3 puntos         | 3 puntos                                                                    | 3 puntos             | 3 puntos |
| Tarjeta Roja Directa                 | Tarjeta Roja Directa                 | 3 puntos         | 3 puntos                                                                    | 3 puntos             | 3 puntos |

## Liguilla
|  | Cuartos de final                                                           | Cuartos de final                                                           | Cuartos de final                                                           | Cuartos de final                                                           | Cuartos de final                                                           |   |   | Semifinales                                                  | Semifinales                                                  | Semifinales                                                  | Semifinales                                                  | Semifinales                                                  |  |   | Final                                                          | Final                                                          | Final                                                          | Final                                                          | Final                                                          |  |
|  | 23 y 24 de noviembre de 2013 (ida) 30 de nov. y 1 de dic. de 2013 (vuelta) | 23 y 24 de noviembre de 2013 (ida) 30 de nov. y 1 de dic. de 2013 (vuelta) | 23 y 24 de noviembre de 2013 (ida) 30 de nov. y 1 de dic. de 2013 (vuelta) | 23 y 24 de noviembre de 2013 (ida) 30 de nov. y 1 de dic. de 2013 (vuelta) | 23 y 24 de noviembre de 2013 (ida) 30 de nov. y 1 de dic. de 2013 (vuelta) |   |   | 5 de diciembre de 2013 (ida) 8 de diciembre de 2013 (vuelta) | 5 de diciembre de 2013 (ida) 8 de diciembre de 2013 (vuelta) | 5 de diciembre de 2013 (ida) 8 de diciembre de 2013 (vuelta) | 5 de diciembre de 2013 (ida) 8 de diciembre de 2013 (vuelta) | 5 de diciembre de 2013 (ida) 8 de diciembre de 2013 (vuelta) |  |   | 12 de diciembre de 2013 (ida) 15 de diciembre de 2013 (vuelta) | 12 de diciembre de 2013 (ida) 15 de diciembre de 2013 (vuelta) | 12 de diciembre de 2013 (ida) 15 de diciembre de 2013 (vuelta) | 12 de diciembre de 2013 (ida) 15 de diciembre de 2013 (vuelta) | 12 de diciembre de 2013 (ida) 15 de diciembre de 2013 (vuelta) |  |
|  |                                                                            |                                                                            |                                                                            |                                                                            |                                                                            |   |   |                                                              |                                                              |                                                              |                                                              |                                                              |  |   |                                                                |                                                                |                                                                |                                                                |                                                                |  |
|  |                                                                            |                                                                            |                                                                            |                                                                            |                                                                            |   |   |                                                              |                                                              |                                                              |                                                              |                                                              |  |   |                                                                |                                                                |                                                                |                                                                |                                                                |  |
|  | 1                                                                          | América (v.)                                                               | 2                                                                          | 1                                                                          | 3                                                                          |   |   |                                                              |                                                              |                                                              |                                                              |                                                              |  |   |                                                                |                                                                |                                                                |                                                                |                                                                |  |
|  | 1                                                                          | América (v.)                                                               | 2                                                                          | 1                                                                          | 3                                                                          |   |   |                                                              |                                                              |                                                              |                                                              |                                                              |  |   |                                                                |                                                                |                                                                |                                                                |                                                                |  |
|  | 8                                                                          | Tigres                                                                     | 2                                                                          | 1                                                                          | 3                                                                          |   |   |                                                              |                                                              |                                                              |                                                              |                                                              |  |   |                                                                |                                                                |                                                                |                                                                |                                                                |  |
|  | 8                                                                          | Tigres                                                                     | 2                                                                          | 1                                                                          | 3                                                                          |   | 1 | América                                                      | 1                                                            | 2                                                            | 3                                                            |                                                              |  |   |                                                                |                                                                |                                                                |                                                                |                                                                |  |
|  |                                                                            |                                                                            |                                                                            |                                                                            |                                                                            |   | 1 | América                                                      | 1                                                            | 2                                                            | 3                                                            |                                                              |  |   |                                                                |                                                                |                                                                |                                                                |                                                                |  |
|  |                                                                            |                                                                            | 5                                                                          | Toluca                                                                     | 2                                                                          | 0 | 2 |                                                              |                                                              |                                                              |                                                              |                                                              |  |   |                                                                |                                                                |                                                                |                                                                |                                                                |  |
|  | 4                                                                          | Cruz Azul                                                                  | 5                                                                          | Toluca                                                                     | 2                                                                          | 0 | 2 | 0                                                            | 1                                                            | 1                                                            |                                                              |                                                              |  |   |                                                                |                                                                |                                                                |                                                                |                                                                |  |
|  | 4                                                                          | Cruz Azul                                                                  |                                                                            |                                                                            |                                                                            |   |   |                                                              |                                                              | 1                                                            |                                                              |                                                              |  |   |                                                                |                                                                |                                                                |                                                                |                                                                |  |
|  | 5                                                                          | Toluca                                                                     | 3                                                                          | 1                                                                          | 4                                                                          |   |   |                                                              |                                                              |                                                              |                                                              |                                                              |  |   |                                                                |                                                                |                                                                |                                                                |                                                                |  |
|  | 5                                                                          | Toluca                                                                     | 3                                                                          | 1                                                                          | 4                                                                          |   |   |                                                              |                                                              |                                                              |                                                              |                                                              |  | 1 | América                                                        | 0                                                              | 1                                                              | 1                                                              |                                                                |  |
|  |                                                                            |                                                                            |                                                                            |                                                                            |                                                                            |   |   |                                                              |                                                              |                                                              |                                                              |                                                              |  | 1 | América                                                        | 0                                                              | 1                                                              | 1                                                              |                                                                |  |
|  |                                                                            |                                                                            | 3                                                                          | León                                                                       | 2                                                                          | 3 | 5 |                                                              |                                                              |                                                              |                                                              |                                                              |  |   |                                                                |                                                                |                                                                |                                                                |                                                                |  |
|  | 2                                                                          | Santos                                                                     | 3                                                                          | León                                                                       | 2                                                                          | 3 | 5 | 3                                                            | 3                                                            | 6                                                            |                                                              |                                                              |  |   |                                                                |                                                                |                                                                |                                                                |                                                                |  |
|  | 2                                                                          | Santos                                                                     |                                                                            |                                                                            |                                                                            |   |   |                                                              |                                                              | 6                                                            |                                                              |                                                              |  |   |                                                                |                                                                |                                                                |                                                                |                                                                |  |
|  | 7                                                                          | Querétaro                                                                  | 2                                                                          | 1                                                                          | 3                                                                          |   |   |                                                              |                                                              |                                                              |                                                              |                                                              |  |   |                                                                |                                                                |                                                                |                                                                |                                                                |  |
|  | 7                                                                          | Querétaro                                                                  | 2                                                                          | 1                                                                          | 3                                                                          |   | 2 | Santos                                                       | 1                                                            | 2                                                            | 3                                                            |                                                              |  |   |                                                                |                                                                |                                                                |                                                                |                                                                |  |
|  |                                                                            |                                                                            |                                                                            |                                                                            |                                                                            |   | 2 | Santos                                                       | 1                                                            | 2                                                            | 3                                                            |                                                              |  |   |                                                                |                                                                |                                                                |                                                                |                                                                |  |
|  |                                                                            |                                                                            | 3                                                                          | León                                                                       | 3                                                                          | 2 | 5 |                                                              |                                                              |                                                              |                                                              |                                                              |  |   |                                                                |                                                                |                                                                |                                                                |                                                                |  |
|  | 3                                                                          | León                                                                       | 3                                                                          | León                                                                       | 3                                                                          | 2 | 5 | 3                                                            | 4                                                            | 7                                                            |                                                              |                                                              |  |   |                                                                |                                                                |                                                                |                                                                |                                                                |  |
|  | 3                                                                          | León                                                                       |                                                                            |                                                                            |                                                                            |   |   |                                                              |                                                              | 7                                                            |                                                              |                                                              |  |   |                                                                |                                                                |                                                                |                                                                |                                                                |  |
|  | 6                                                                          | Morelia                                                                    | 3                                                                          | 0                                                                          | 3                                                                          |   |   |                                                              |                                                              |                                                              |                                                              |                                                              |  |   |                                                                |                                                                |                                                                |                                                                |                                                                |  |
|  | 6                                                                          | Morelia                                                                    | 3                                                                          | 0                                                                          | 3                                                                          |   |   |                                                              |                                                              |                                                              |                                                              |                                                              |  |   |                                                                |                                                                |                                                                |                                                                |                                                                |  |
|  |                                                                            |                                                                            |                                                                            |                                                                            |                                                                            |   |   |                                                              |                                                              |                                                              |                                                              |                                                              |  |   |                                                                |                                                                |                                                                |                                                                |                                                                |  |

## Cuartos de final

### América-Tigres
| 24 de noviembre de 2013, 17:00 | Tigres                              | 2:2 (2:1) | América                                             | Estadio Universitario, Monterrey, Nuevo León |                               |
|                                | Alan Pulido 30' · Guido Pizarro 35' |           | Juan Carlos Valenzuela 13' · Aquivaldo Mosquera 89' | Árbitro(s): Jorge Isaac Rojas                | Árbitro(s): Jorge Isaac Rojas |

| 1 de diciembre de 2013, 17:00                                         | América          | 1:1 (0:0) | Tigres          | Estadio Azteca, México, D. F.       |                                     |
|                                                                       | Raúl Jiménez 52' |           | Alan Pulido 57' | Árbitro(s): Marco Antonio Rodríguez | Árbitro(s): Marco Antonio Rodríguez |
| América avanza a Semifinales por la regla del gol de visitante (3-3). |                  |           |                 |                                     |                                     |

### Santos-Querétaro
| 24 de noviembre de 2013, 20:00 | Querétaro          | 2:3 (0:1) | Santos                                               | Estadio Corregidora, Querétaro, Querétaro |                                     |
|                                | Isaac Romo 77' 79' |           | Carlos Darwin Quintero 15' 51' · Alonso Escoboza 70' | Árbitro(s): Ricardo Arellano Nieves       | Árbitro(s): Ricardo Arellano Nieves |

| 1 de diciembre de 2013, 20:00      | Santos                                             | 3:1 (0:0) | Querétaro      | Estadio TSM Corona, Torreón, Coahuila |                             |
|                                    | Oribe Peralta 46' · Carlos Darwin Quintero 67' 78' |           | Isaac Romo 55' | Árbitro(s): Paul Delgadillo           | Árbitro(s): Paul Delgadillo |
| Santos avanza a Semifinales (6-3). |                                                    |           |                |                                       |                             |

### León-Morelia
| 23 de noviembre de 2013, 19:00 | Morelia                                                     | 3:3 (1:3) | León                                                      | Estadio Morelos, Morelia, Michoacán   |                                       |
|                                | Jefferson Montero 28' · Edgar Andrade 72' · Ever Guzmán 83' |           | Luis Montes 15' · Mauro Boselli 22' · Elías Hernández 38' | Árbitro(s): Jorge Antonio Pérez Durán | Árbitro(s): Jorge Antonio Pérez Durán |

| 30 de noviembre de 2013, 20:06   | León                                                                               | 4:0 (1:0) | Morelia | Estadio León, León, Guanajuato    |                                   |
|                                  | Hernán Burbano 28' · Mauro Boselli 56' · Matias Britos 68' · José Juan Vázquez 69' |           |         | Árbitro(s): Roberto García Orozco | Árbitro(s): Roberto García Orozco |
| León avanza a Semifinales (7-3). |                                                                                    |           |         |                                   |                                   |

### Cruz Azul-Toluca
| 23 de noviembre de 2013, 17:00 | Toluca                                                           | 3:0 (2:0) | Cruz Azul | Estadio Nemesio Díez, Toluca, Edo. México |                                       |
|                                | Óscar Rojas 30' · Jair Pereira 37' (a.g.) · Francisco Gamboa 78' |           |           | Árbitro(s): Fernando Guerrero Ramírez     | Árbitro(s): Fernando Guerrero Ramírez |

| 30 de noviembre de 2013, 17:00     | Cruz Azul                    | 1:1 (1:0) | Toluca              | Estadio Azul, México, D. F.    |                                |
|                                    | Christian Giménez 33' (pen.) |           | Pablo Velázquez 78' | Árbitro(s): César Arturo Ramos | Árbitro(s): César Arturo Ramos |
| Toluca avanza a Semifinales (1-4). |                              |           |                     |                                |                                |

## Semifinales

### América-Toluca
| 5 de diciembre de 2013, 19:00 | Toluca                                 | 2:1 (0:1) | América              | Estadio Nemesio Díez, Toluca, México                                  |                                                                       |
|                               | Isaac Brizuela 49' · Edgar Benítez 55' | Reporte   | Luis Gabriel Rey 33' | Asistencia: 20,553 espectadores Árbitro(s): Fernando Guerrero Ramírez | Asistencia: 20,553 espectadores Árbitro(s): Fernando Guerrero Ramírez |

| 8 de diciembre de 2013, 17:00    | América                                   | 2:0 (1:0) | Toluca | Estadio Azteca, México, D. F.     |                                   |
|                                  | Aquivaldo Mosquera 12' · Jesús Molina 84' |           |        | Árbitro(s): Roberto García Orozco | Árbitro(s): Roberto García Orozco |
| América avanza a la Final (3-2). |                                           |           |        |                                   |                                   |

### Santos-León
| 5 de diciembre de 2013, 21:00 | León                                                         | 3:1 (2:0) | Santos              | Estadio León, León, Guanajuato            |                                           |
|                               | José Juan Vázquez 34' · Carlos Peña 42' · Franco Arizala 70' | Reporte   | Javier Orozco 90+1' | Árbitro(s): César Arturo Ramos Palazuelos | Árbitro(s): César Arturo Ramos Palazuelos |

| 8 de diciembre de 2013, 20:00 | Santos                                                | 2:2 (0:0) | León                                | Estadio TSM Corona, Torreón, Coahuila |                             |
|                               | Oribe Peralta 50' · Juan Pablo Rodríguez 90+3' (pen.) |           | Mauro Boselli 56' · Carlos Peña 88' | Árbitro(s): Paul Delgadillo           | Árbitro(s): Paul Delgadillo |
| León avanza a la Final (3-5). |                                                       |           |                                     |                                       |                             |

## Final

### América-León
| 12 de diciembre de 2013, 20:06 | León                                | 2:0 (1:0) | América | Estadio León, León, Guanajuato |                                |
|                                | Carlos Peña 10' · Mauro Boselli 76' | Reporte   |         | Árbitro(s): César Arturo Ramos | Árbitro(s): César Arturo Ramos |

| 15 de diciembre de 2013, 18:00               | América                   | 1:3 (1:1) | León                                                         | Estadio Azteca, México, D.F.      |                                   |
|                                              | Nacho González 41' (a.g.) | Reporte   | Mauro Boselli 12' · Nacho González 51' · Edwin Hernández 72' | Árbitro(s): Roberto García Orozco | Árbitro(s): Roberto García Orozco |
| León Campeón del Torneo Apertura 2013 (1-5). |                           |           |                                                              |                                   |                                   |

#### Final - Ida
| 25    | POR   | William Yarbrough |     |
| 19    | DEF   | Jonny Magallón    |     |
| 4     | DEF   | Rafael Márquez    |     |
| 35    | DEF   | Ignacio González  |     |
| 7     | DEF   | Edwin Hernández   |     |
| 18    | MED   | Hernán Burbano    | 57' |
| 27    | MED   | Carlos Peña       | 87' |
| 23    | MED   | José Juan Vázquez |     |
| 10    | MED   | Luis Montes       | 74' |
| 17    | DEL   | Mauro Boselli     |     |
| 9     | DEL   | Matías Britos     |     |
| D. T. | D. T. | Gustavo Matosas   |     |

| 23    | POR   | Moisés Muñoz           |     |
| 22    | DEF   | Paul Aguilar           |     |
| 6     | DEF   | Juan Carlos Valenzuela | 85' |
| 3     | DEF   | Aquivaldo Mosquera     |     |
| 2     | DEF   | Francisco Rodríguez    |     |
| 19    | DEF   | Miguel Layún           |     |
| 10    | MED   | Osvaldo Martínez       | 75' |
| 26    | MED   | Juan Carlos Medina     |     |
| 14    | MED   | Rubens Sambueza        |     |
| 11    | DEL   | Luis Gabriel Rey       | 79' |
| 9     | DEL   | Raúl Jiménez           |     |
| D. T. | D. T. | Miguel Herrera         |     |

| 20 | Centrocampista | Eisner Loboa     | 57' |
| 11 | Delantero      | Franco Arizala   | 74' |
| 5  | Defensa        | Fernando Navarro | 87' |

| 15 | Centrocampista | Luis Ángel Mendoza | 75' |
| 7  | Delantero      | Narciso Mina       | 79' |
| 18 | Centrocampista | Christian Bermúdez | 85' |

| 10' · 76' | Carlos Peña Mauro Boselli | 1:0 2:0 |

| 40' · 78' · 90+2' | Rubens Sambueza Francisco Rodríguez Aquivaldo Mosquera |

| Principal  | César Arturo Ramos       |
| Asistentes | Hector Manuel Delgadillo |
|            | Miguel Ángel Hernández   |
| Cuarto     | Paul Enrique Delgadillo  |

|                    |     |     |
| Tiros              | 15  | 12  |
| Tiros a puerta     | 7   | 5   |
| Faltas             | 16  | 23  |
| Saques de esquina  | 6   | 11  |
| Fueras de juego    | 0   | 3   |
| Posesión del balón | 52% | 48% |

| Alineación inicial |

| 25    | POR   | William Yarbrough |     |
| 19    | DEF   | Jonny Magallón    |     |
| 4     | DEF   | Rafael Márquez    |     |
| 35    | DEF   | Ignacio González  |     |
| 7     | DEF   | Edwin Hernández   |     |
| 18    | MED   | Hernán Burbano    | 57' |
| 27    | MED   | Carlos Peña       | 87' |
| 23    | MED   | José Juan Vázquez |     |
| 10    | MED   | Luis Montes       | 74' |
| 17    | DEL   | Mauro Boselli     |     |
| 9     | DEL   | Matías Britos     |     |
| D. T. | D. T. | Gustavo Matosas   |     |

| 23    | POR   | Moisés Muñoz           |     |
| 22    | DEF   | Paul Aguilar           |     |
| 6     | DEF   | Juan Carlos Valenzuela | 85' |
| 3     | DEF   | Aquivaldo Mosquera     |     |
| 2     | DEF   | Francisco Rodríguez    |     |
| 19    | DEF   | Miguel Layún           |     |
| 10    | MED   | Osvaldo Martínez       | 75' |
| 26    | MED   | Juan Carlos Medina     |     |
| 14    | MED   | Rubens Sambueza        |     |
| 11    | DEL   | Luis Gabriel Rey       | 79' |
| 9     | DEL   | Raúl Jiménez           |     |
| D. T. | D. T. | Miguel Herrera         |     |

| 20 | Centrocampista | Eisner Loboa     | 57' |
| 11 | Delantero      | Franco Arizala   | 74' |
| 5  | Defensa        | Fernando Navarro | 87' |

| 15 | Centrocampista | Luis Ángel Mendoza | 75' |
| 7  | Delantero      | Narciso Mina       | 79' |
| 18 | Centrocampista | Christian Bermúdez | 85' |

| 10' · 76' | Carlos Peña Mauro Boselli | 1:0 2:0 |

| 40' · 78' · 90+2' | Rubens Sambueza Francisco Rodríguez Aquivaldo Mosquera |

| Principal  | César Arturo Ramos       |
| Asistentes | Hector Manuel Delgadillo |
|            | Miguel Ángel Hernández   |
| Cuarto     | Paul Enrique Delgadillo  |

|                    |     |     |
| Tiros              | 15  | 12  |
| Tiros a puerta     | 7   | 5   |
| Faltas             | 16  | 23  |
| Saques de esquina  | 6   | 11  |
| Fueras de juego    | 0   | 3   |
| Posesión del balón | 52% | 48% |

| Alineación inicial |

| 25    | POR   | William Yarbrough |     |
| 19    | DEF   | Jonny Magallón    |     |
| 4     | DEF   | Rafael Márquez    |     |
| 35    | DEF   | Ignacio González  |     |
| 7     | DEF   | Edwin Hernández   |     |
| 18    | MED   | Hernán Burbano    | 57' |
| 27    | MED   | Carlos Peña       | 87' |
| 23    | MED   | José Juan Vázquez |     |
| 10    | MED   | Luis Montes       | 74' |
| 17    | DEL   | Mauro Boselli     |     |
| 9     | DEL   | Matías Britos     |     |
| D. T. | D. T. | Gustavo Matosas   |     |

| 23    | POR   | Moisés Muñoz           |     |
| 22    | DEF   | Paul Aguilar           |     |
| 6     | DEF   | Juan Carlos Valenzuela | 85' |
| 3     | DEF   | Aquivaldo Mosquera     |     |
| 2     | DEF   | Francisco Rodríguez    |     |
| 19    | DEF   | Miguel Layún           |     |
| 10    | MED   | Osvaldo Martínez       | 75' |
| 26    | MED   | Juan Carlos Medina     |     |
| 14    | MED   | Rubens Sambueza        |     |
| 11    | DEL   | Luis Gabriel Rey       | 79' |
| 9     | DEL   | Raúl Jiménez           |     |
| D. T. | D. T. | Miguel Herrera         |     |

| 20 | Centrocampista | Eisner Loboa     | 57' |
| 11 | Delantero      | Franco Arizala   | 74' |
| 5  | Defensa        | Fernando Navarro | 87' |

| 15 | Centrocampista | Luis Ángel Mendoza | 75' |
| 7  | Delantero      | Narciso Mina       | 79' |
| 18 | Centrocampista | Christian Bermúdez | 85' |

| 10' · 76' | Carlos Peña Mauro Boselli | 1:0 2:0 |

| 40' · 78' · 90+2' | Rubens Sambueza Francisco Rodríguez Aquivaldo Mosquera |

| Principal  | César Arturo Ramos       |
| Asistentes | Hector Manuel Delgadillo |
|            | Miguel Ángel Hernández   |
| Cuarto     | Paul Enrique Delgadillo  |

|                    |     |     |
| Tiros              | 15  | 12  |
| Tiros a puerta     | 7   | 5   |
| Faltas             | 16  | 23  |
| Saques de esquina  | 6   | 11  |
| Fueras de juego    | 0   | 3   |
| Posesión del balón | 52% | 48% |

| Alineación inicial |

| 25    | POR   | William Yarbrough |     |
| 19    | DEF   | Jonny Magallón    |     |
| 4     | DEF   | Rafael Márquez    |     |
| 35    | DEF   | Ignacio González  |     |
| 7     | DEF   | Edwin Hernández   |     |
| 18    | MED   | Hernán Burbano    | 57' |
| 27    | MED   | Carlos Peña       | 87' |
| 23    | MED   | José Juan Vázquez |     |
| 10    | MED   | Luis Montes       | 74' |
| 17    | DEL   | Mauro Boselli     |     |
| 9     | DEL   | Matías Britos     |     |
| D. T. | D. T. | Gustavo Matosas   |     |

| 23    | POR   | Moisés Muñoz           |     |
| 22    | DEF   | Paul Aguilar           |     |
| 6     | DEF   | Juan Carlos Valenzuela | 85' |
| 3     | DEF   | Aquivaldo Mosquera     |     |
| 2     | DEF   | Francisco Rodríguez    |     |
| 19    | DEF   | Miguel Layún           |     |
| 10    | MED   | Osvaldo Martínez       | 75' |
| 26    | MED   | Juan Carlos Medina     |     |
| 14    | MED   | Rubens Sambueza        |     |
| 11    | DEL   | Luis Gabriel Rey       | 79' |
| 9     | DEL   | Raúl Jiménez           |     |
| D. T. | D. T. | Miguel Herrera         |     |

| 20 | Centrocampista | Eisner Loboa     | 57' |
| 11 | Delantero      | Franco Arizala   | 74' |
| 5  | Defensa        | Fernando Navarro | 87' |

| 15 | Centrocampista | Luis Ángel Mendoza | 75' |
| 7  | Delantero      | Narciso Mina       | 79' |
| 18 | Centrocampista | Christian Bermúdez | 85' |

| 10' · 76' | Carlos Peña Mauro Boselli | 1:0 2:0 |

| 40' · 78' · 90+2' | Rubens Sambueza Francisco Rodríguez Aquivaldo Mosquera |

| Principal  | César Arturo Ramos       |
| Asistentes | Hector Manuel Delgadillo |
|            | Miguel Ángel Hernández   |
| Cuarto     | Paul Enrique Delgadillo  |

|                    |     |     |
| Tiros              | 15  | 12  |
| Tiros a puerta     | 7   | 5   |
| Faltas             | 16  | 23  |
| Saques de esquina  | 6   | 11  |
| Fueras de juego    | 0   | 3   |
| Posesión del balón | 52% | 48% |

| Alineación inicial |

#### Final - Vuelta
| 28    | POR   | Moisés Muñoz           |     |
| 22    | DEF   | Paul Aguilar           |     |
| 6     | DEF   | Juan Carlos Valenzuela | 27' |
| 3     | DEF   | Aquivaldo Mosquera     |     |
| 2     | DEF   | Francisco Rodríguez    |     |
| 19    | DEF   | Miguel Layún           |     |
| 15    | MED   | Luis Ángel Mendoza     |     |
| 26    | MED   | Juan Carlos Medina     | 55' |
| 14    | MED   | Rubens Sambueza        |     |
| 7     | DEL   | Narciso Mina           | 67' |
| 9     | DEL   | Raúl Jiménez           |     |
| D. T. | D. T. | Miguel Herrera         |     |

| 25    | POR   | William Yarbrough |     |
| 19    | DEF   | Jonny Magallón    |     |
| 4     | DEF   | Rafael Márquez    |     |
| 35    | DEF   | Ignacio González  |     |
| 7     | DEF   | Edwin Hernández   |     |
| 20    | MED   | Eisner Loboa      | 74' |
| 27    | MED   | Carlos Peña       |     |
| 23    | MED   | José Juan Vázquez |     |
| 10    | MED   | Luis Montes       |     |
| 17    | DEL   | Mauro Boselli     | 82' |
| 9     | DEL   | Matías Britos     | 60' |
| D. T. | D. T. | Gustavo Matosas   |     |

| 16 | Defensa        | Adrián Aldrete   | 27' |
| 8  | Centrocampista | Andrés Andrade   | 55' |
| 11 | Delantero      | Luis Gabriel Rey | 67' |

| 11 | Delantero      | Franco Arizala  | 60' |
| 18 | Centrocampista | Hernán Burbano  | 74' |
| 8  | Centrocampista | Elías Hernández | 82' |

| 42' | Ignacio González (a.g.) | 1:1 |

| 12' · 51' · 72' | Mauro Boselli Ignacio González Edwin Hernández | 0:1 1:2 1:3 |

| 24' · 24' | Rubens Sambueza Aquivaldo Mosquera |

| 50' · 67' | William Yarbrough Franco Arizala |

| 54' · 80' | Francisco Rodríguez Miguel Herrera |

| Principal  | Roberto García    |
| Asistentes | José Luis Camargo |
|            | Alberto Morín     |
| Cuarto     | Jorge Isaac Rojas |

|                    |     |     |
| Tiros              | 25  | 10  |
| Tiros a puerta     | 11  | 4   |
| Faltas             | 15  | 25  |
| Saques de esquina  | 5   | 2   |
| Fueras de juego    | 0   | 3   |
| Posesión del balón | 55% | 45% |

| Alineación inicial |

| 28    | POR   | Moisés Muñoz           |     |
| 22    | DEF   | Paul Aguilar           |     |
| 6     | DEF   | Juan Carlos Valenzuela | 27' |
| 3     | DEF   | Aquivaldo Mosquera     |     |
| 2     | DEF   | Francisco Rodríguez    |     |
| 19    | DEF   | Miguel Layún           |     |
| 15    | MED   | Luis Ángel Mendoza     |     |
| 26    | MED   | Juan Carlos Medina     | 55' |
| 14    | MED   | Rubens Sambueza        |     |
| 7     | DEL   | Narciso Mina           | 67' |
| 9     | DEL   | Raúl Jiménez           |     |
| D. T. | D. T. | Miguel Herrera         |     |

| 25    | POR   | William Yarbrough |     |
| 19    | DEF   | Jonny Magallón    |     |
| 4     | DEF   | Rafael Márquez    |     |
| 35    | DEF   | Ignacio González  |     |
| 7     | DEF   | Edwin Hernández   |     |
| 20    | MED   | Eisner Loboa      | 74' |
| 27    | MED   | Carlos Peña       |     |
| 23    | MED   | José Juan Vázquez |     |
| 10    | MED   | Luis Montes       |     |
| 17    | DEL   | Mauro Boselli     | 82' |
| 9     | DEL   | Matías Britos     | 60' |
| D. T. | D. T. | Gustavo Matosas   |     |

| 16 | Defensa        | Adrián Aldrete   | 27' |
| 8  | Centrocampista | Andrés Andrade   | 55' |
| 11 | Delantero      | Luis Gabriel Rey | 67' |

| 11 | Delantero      | Franco Arizala  | 60' |
| 18 | Centrocampista | Hernán Burbano  | 74' |
| 8  | Centrocampista | Elías Hernández | 82' |

| 42' | Ignacio González (a.g.) | 1:1 |

| 12' · 51' · 72' | Mauro Boselli Ignacio González Edwin Hernández | 0:1 1:2 1:3 |

| 24' · 24' | Rubens Sambueza Aquivaldo Mosquera |

| 50' · 67' | William Yarbrough Franco Arizala |

| 54' · 80' | Francisco Rodríguez Miguel Herrera |

| Principal  | Roberto García    |
| Asistentes | José Luis Camargo |
|            | Alberto Morín     |
| Cuarto     | Jorge Isaac Rojas |

|                    |     |     |
| Tiros              | 25  | 10  |
| Tiros a puerta     | 11  | 4   |
| Faltas             | 15  | 25  |
| Saques de esquina  | 5   | 2   |
| Fueras de juego    | 0   | 3   |
| Posesión del balón | 55% | 45% |

| Alineación inicial |

| 28    | POR   | Moisés Muñoz           |     |
| 22    | DEF   | Paul Aguilar           |     |
| 6     | DEF   | Juan Carlos Valenzuela | 27' |
| 3     | DEF   | Aquivaldo Mosquera     |     |
| 2     | DEF   | Francisco Rodríguez    |     |
| 19    | DEF   | Miguel Layún           |     |
| 15    | MED   | Luis Ángel Mendoza     |     |
| 26    | MED   | Juan Carlos Medina     | 55' |
| 14    | MED   | Rubens Sambueza        |     |
| 7     | DEL   | Narciso Mina           | 67' |
| 9     | DEL   | Raúl Jiménez           |     |
| D. T. | D. T. | Miguel Herrera         |     |

| 25    | POR   | William Yarbrough |     |
| 19    | DEF   | Jonny Magallón    |     |
| 4     | DEF   | Rafael Márquez    |     |
| 35    | DEF   | Ignacio González  |     |
| 7     | DEF   | Edwin Hernández   |     |
| 20    | MED   | Eisner Loboa      | 74' |
| 27    | MED   | Carlos Peña       |     |
| 23    | MED   | José Juan Vázquez |     |
| 10    | MED   | Luis Montes       |     |
| 17    | DEL   | Mauro Boselli     | 82' |
| 9     | DEL   | Matías Britos     | 60' |
| D. T. | D. T. | Gustavo Matosas   |     |

| 16 | Defensa        | Adrián Aldrete   | 27' |
| 8  | Centrocampista | Andrés Andrade   | 55' |
| 11 | Delantero      | Luis Gabriel Rey | 67' |

| 11 | Delantero      | Franco Arizala  | 60' |
| 18 | Centrocampista | Hernán Burbano  | 74' |
| 8  | Centrocampista | Elías Hernández | 82' |

| 42' | Ignacio González (a.g.) | 1:1 |

| 12' · 51' · 72' | Mauro Boselli Ignacio González Edwin Hernández | 0:1 1:2 1:3 |

| 24' · 24' | Rubens Sambueza Aquivaldo Mosquera |

| 50' · 67' | William Yarbrough Franco Arizala |

| 54' · 80' | Francisco Rodríguez Miguel Herrera |

| Principal  | Roberto García    |
| Asistentes | José Luis Camargo |
|            | Alberto Morín     |
| Cuarto     | Jorge Isaac Rojas |

|                    |     |     |
| Tiros              | 25  | 10  |
| Tiros a puerta     | 11  | 4   |
| Faltas             | 15  | 25  |
| Saques de esquina  | 5   | 2   |
| Fueras de juego    | 0   | 3   |
| Posesión del balón | 55% | 45% |

| Alineación inicial |

| 28    | POR   | Moisés Muñoz           |     |
| 22    | DEF   | Paul Aguilar           |     |
| 6     | DEF   | Juan Carlos Valenzuela | 27' |
| 3     | DEF   | Aquivaldo Mosquera     |     |
| 2     | DEF   | Francisco Rodríguez    |     |
| 19    | DEF   | Miguel Layún           |     |
| 15    | MED   | Luis Ángel Mendoza     |     |
| 26    | MED   | Juan Carlos Medina     | 55' |
| 14    | MED   | Rubens Sambueza        |     |
| 7     | DEL   | Narciso Mina           | 67' |
| 9     | DEL   | Raúl Jiménez           |     |
| D. T. | D. T. | Miguel Herrera         |     |

| 25    | POR   | William Yarbrough |     |
| 19    | DEF   | Jonny Magallón    |     |
| 4     | DEF   | Rafael Márquez    |     |
| 35    | DEF   | Ignacio González  |     |
| 7     | DEF   | Edwin Hernández   |     |
| 20    | MED   | Eisner Loboa      | 74' |
| 27    | MED   | Carlos Peña       |     |
| 23    | MED   | José Juan Vázquez |     |
| 10    | MED   | Luis Montes       |     |
| 17    | DEL   | Mauro Boselli     | 82' |
| 9     | DEL   | Matías Britos     | 60' |
| D. T. | D. T. | Gustavo Matosas   |     |

| 16 | Defensa        | Adrián Aldrete   | 27' |
| 8  | Centrocampista | Andrés Andrade   | 55' |
| 11 | Delantero      | Luis Gabriel Rey | 67' |

| 11 | Delantero      | Franco Arizala  | 60' |
| 18 | Centrocampista | Hernán Burbano  | 74' |
| 8  | Centrocampista | Elías Hernández | 82' |

| 42' | Ignacio González (a.g.) | 1:1 |

| 12' · 51' · 72' | Mauro Boselli Ignacio González Edwin Hernández | 0:1 1:2 1:3 |

| 24' · 24' | Rubens Sambueza Aquivaldo Mosquera |

| 50' · 67' | William Yarbrough Franco Arizala |

| 54' · 80' | Francisco Rodríguez Miguel Herrera |

| Principal  | Roberto García    |
| Asistentes | José Luis Camargo |
|            | Alberto Morín     |
| Cuarto     | Jorge Isaac Rojas |

|                    |     |     |
| Tiros              | 25  | 10  |
| Tiros a puerta     | 11  | 4   |
| Faltas             | 15  | 25  |
| Saques de esquina  | 5   | 2   |
| Fueras de juego    | 0   | 3   |
| Posesión del balón | 55% | 45% |

| Alineación inicial |

| Campeón Apertura 2013 |
| --------------------- |
|                       |
| León                  |
| 6° Título             |